# Stadion am Schloss Strünkede
Das Stadion am Schloss Strünkede (durch Sponsoring auch als EDEKA Koch-Sportpark bekannt) ist ein Fußballstadion im Stadtteil Baukau der nordrhein-westfälischen Großstadt Herne. Umgangssprachlich ist es auch als Westfaliastadion oder Schloss Strünkede bekannt. Die Anlage ist die Heimspielstätte des Fußballvereins SC 04 Westfalia Herne.

## Geschichte
Das Stadion wurde 1910 in der Parkanlage von Schloss Strünkede errichtet. Es bietet 32.000 Zuschauern Platz. Im Spielbetrieb ist die Zahl der Zuschauer auf 9999 begrenzt. Die Anlage besitzt eine Aschenbahn, ein Marathontor und eine überdachte Haupttribüne.
In den 1950er-Jahren wurde das Stadion ausgebaut und um eine überdachte Sitzplatztribüne mit 2000 Plätzen ergänzt. Eine Sanierung des Stadions fand 1976 statt.
Mitte der 1970er-Jahre nutzte auch der Fußball-Bundesligist VfL Bochum während des Neubaus des Ruhrstadions die Anlage für die Austragung seiner Heimspiele.
Der Zuschauerrekord wurde am 28. Mai 1960 aufgestellt, als 35.000 Zuschauer die 3:4-Niederlage von Westfalia Herne gegen den Hamburger SV im Rahmen der Endrunde um die deutsche Meisterschaft verfolgten.
27.000 Zuschauer kamen zum Punktspiel der 2. Bundesliga Nord am 17. Januar 1976 gegen Borussia Dortmund.
Am 24. Oktober 2010 wurden die Rechte des Stadionnamens verlost. Der Gewinner der Verlosung verzichtete auf die Umbenennung des Stadions, so dass das Gewinnerlos verkauft wurde. Eine in Herne ansässige Firma kaufte das Los. Der Name des Stadions lautete bis zum Ende der Saison 2010/11 TREL RuhrpottArena.
Im August 2012 erwarb die Abisol GmbH die Namensrechte an der Spielstätte, welche in der Folge in ABISOL-ARENA umbenannt wurde. Zur Saison 2017/18 erhielt die Sportstätte den Namen GermanFLAVOURS Park. Der Sponsor ist GermanFLAVOURS, einem Produzenten von E-Zigaretten.
Seit Juli 2017 wurde das Stadion umgebaut, wobei der Naturrasen durch Kunstrasen ersetzt wurde. Außerdem entstanden eine Aufwärmfläche und ein Kleinspielfeld für den Westfalia-Nachwuchs und den Hockeyclub Herne. Zudem sind durch den Umbau Spiele unter Flutlicht möglich. Die Kosten von etwa 1,9 Millionen Euro trugen die Stadt Herne und das Land Nordrhein-Westfalen.
Am 22. Juni 2018 fand  die Übergabe durch Oberbürgermeister Frank Dudda statt. Am 1. Juli des Jahres fand die Saisoneröffnung von Westfalia Herne im Stadion statt. Die gealterte Dachkonstruktion soll  2019 renoviert werden. Nach der Übergabe fand das erste offizielle Spiel statt, in dem die D-Jugend von Westfalia Herne zu einem Freundschaftsspiel antrat. Die erste Partie von Westfalia Herne wurde am 7. Juli gegen den 1. FC Kaan-Marienborn ausgetragen. Das Vorbereitungsturnier mit Hertha BSC, dem MSV Duisburg und dem FC Brünninghausen am Tag darauf wurde in der Mondpalast-Arena veranstaltet, da Hertha, wegen der höheren Verletzungsgefahr, lieber auf Naturrasen spielen wollte.
Nach dem Auslaufen des Sponsorenvertrages im Sommer 2018 mit GermanFLAVOURS wurde im September des Jahres ein neuer Namensgeber gefunden. Ein Herner Supermarkt der Einzelhandelskette Real, der Sponsor von Westfalia Herne ist. Seit dem 9. September trug das Stadion am Schloss Strünkede den Namen Real-Arena.
Nach der Umbenennung 2020 bis 2021 in Edi-Arena war das Stadion unter der Bezeichnung Polygonvatro-Arena, nach dem Gebäudesanierungsunternehmen PolygonVatro, bekannt.
Die überdachte Tribüne ist seit dem 22. Juni 2024 für Zuschauer gesperrt. Im Rahmen eines stark besetzten D-Junioren Turniers wurde die Tribüne am selbigen Tag letztmalig genutzt. Der Sieger des Turniers war der 2012er Jahrgang vom TuS Haltern am See.
Ende Januar 2025 teilte die Stadt dem Verein mit, dass die überdachte Haupttribüne in der Sommerpause 2025 abgerissen wird. Bei einer Überprüfung des TÜV im Dezember 2023 wurden Mängel festgestellt. Im Februar 2024 wurde die Tribüne bis Saisonende wieder geöffnet und sie dann abzureißen. Dieser Termin wurde auf 2025 verschoben, da eine provisorische Tribüne im Gespräch war. Zwischenzeitlich schien der Erhalt der Tribüne möglich, da die Stadt ein Gutachten in Auftrag gab. Ob es eine neue Tribüne mit Dach geben wird, ist unklar und wird geprüft.